# Mellitsäure
Mellitsäure (Benzolhexacarbonsäure, auch Graphitsäure) ist eine Säure, die erstmals im Jahr 1799 von Martin Heinrich Klaproth im Mineral Mellit (Honigstein) entdeckt wurde, dem Aluminiumsalz der Säure.

## Darstellung
Mellitsäure kann durch Erwärmen von Mellit mit Ammoniumcarbonat hergestellt werden. Mit einem Überschuss von Ammoniak werden die Aluminiumionen als Hydroxid ausgefällt und abgetrennt; es verbleibt das Ammoniumsalz der Mellitsäure. Die Säure kann auch durch Oxidation von reinem Kohlenstoff oder Hexamethylbenzol hergestellt werden, in der Kälte durch alkalisches Kaliumpermanganat oder durch heiße konzentrierte Salpetersäure.

## Eigenschaften
Mellitsäure kristallisiert in feinen seidigen Nadeln und ist in Wasser und Ethanol löslich. Es ist eine sehr stabile Verbindung: Chlor, konzentrierte Salpetersäure und Iodwasserstoff haben keine zersetzende Wirkung. Mellitsäure zersetzt sich durch trockene Destillation in Kohlenstoffdioxid, Wasser und Pyromellitsäuredianhydrid, C10H2O6; in Gegenwart von Kalk erfolgt vollständige Zersetzung in Kohlenstoffdioxid und Benzol. Eine Umsetzung der Säure mit überschüssigem Phosphorpentachlorid bildet das Säurechlorid, das in Nadeln kristallisiert und bei 190 °C schmilzt.
Die hohe Stabilität der Mellitsäuresalze und ihre Eigenschaft als Endprodukt der Oxidation von polycyclischen aromatischen Kohlenwasserstoffen, die im Sonnensystem vorkommen, machen sie zu möglichen Kandidaten für organische Substanzen im Marsboden.